# 고봉 고씨
고봉 고씨(高峰高氏)는 경기도 고양시 고봉동을 본관으로 하는 한국의 성씨이다.
시조는 고순(高順)으로 고려의 낭장을 지냈으며, 이후 고봉 고씨는 제주 고씨와 합본했다

## 참고 자료
- “고봉고씨(高峰高氏)”. 뿌리를 찾아서.[깨진 링크(과거 내용 찾기)]